# Marianne Moore

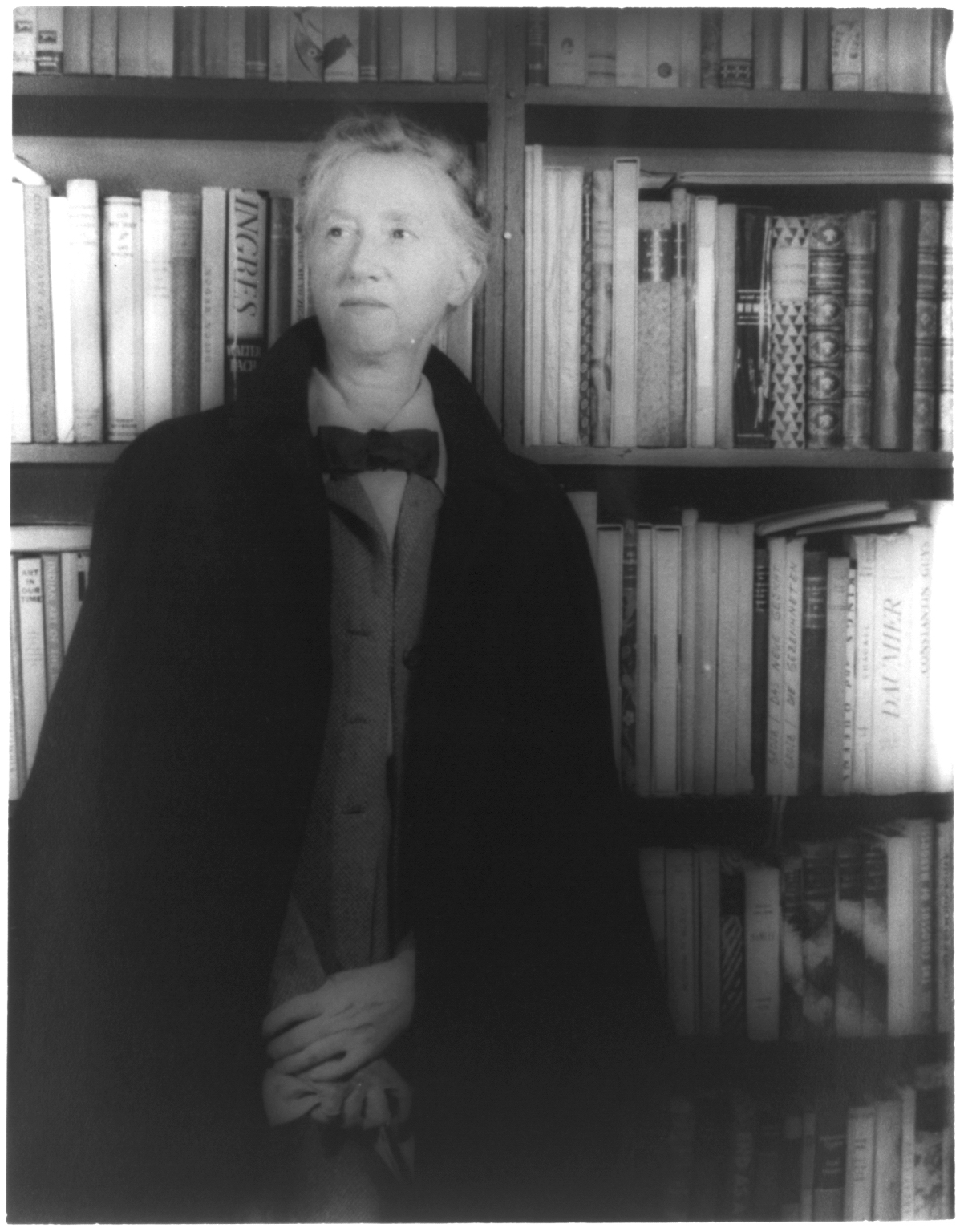
Marianne Moore, 1948, door Carl Van Vechten

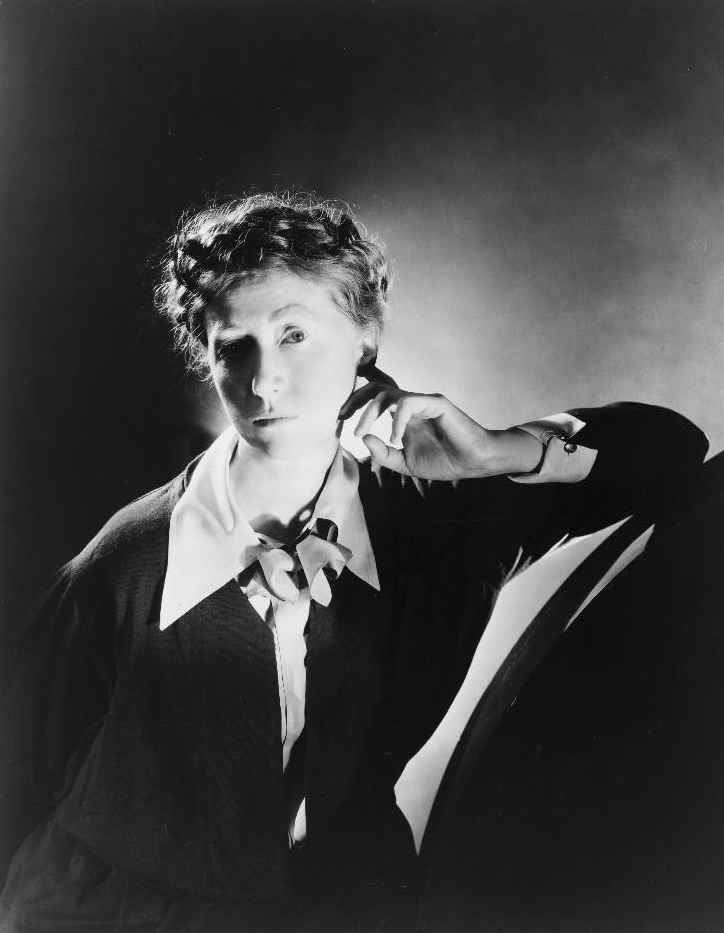
Marianne Moore, 1935, door George Platt Lynes

Marianne Craig Moore (Kirkwood, 15 november 1887 - New York, 5 februari 1972) was een modernistisch Amerikaans schrijfster en dichteres. In 1952 ontving zij de Pulitzerprijs voor poëzie.

## Leven en werk
Marianne Moore groeide op in Missouri en Pennsylvania. Haar vader, een ingenieur, werd opgenomen in een psychiatrisch ziekenhuis, waarna ze op een meisjesinternaat werd geplaatst. In 1905 ging ze biologie studeren aan het Bryn Mawr College, waar ze onder anderen Ezra Pound leerde kennen. Vervolgens ging ze naar New York.
Moores eerste gedichten verschenen in 1915 in Engeland, in The Egoist, het tijdschrift van de imaginisten, met haar vriend Pound als grote bezieler. In 1921 verscheen buiten haar medeweten een selectie uit dit werk onder de titel Poems.
Moores werk is moeilijk onder een enkele noemer te vangen. Haar gedichten worden wel ‘syllabisch’ genoemd, duidend op het belang dat ze hecht aan klanken, met een subtiel gevoel voor satire, maar over het algemeen zijn ze heel gevarieerd van aard en van een grote scherpzinnigheid. Haar vroege gedichten zijn vaak karakterschetsen waarin ze zich keert tegen hypocrisie en conventies. In die vroege periode schreef ze ook veel essays en kritieken, waarin ze fel van leer trok tegen alles wat ze als slordig, ‘onaf’ en gemaakt beschouwde in de poëzie. In haar latere werk zoekt Moore steeds vaker haar inspiratie in de natuur, schrijft ze in een meer elegische stijl, en toont ze zich toleranter. 
Moore had zeer eigen opvattingen over de vorm van haar gedichten. Zo beschouwde ze niet de regel maar de strofe als basiseenheid van het gedicht, zonder een plan vooraf. Bij het schrijven, zo beweerde ze, voegden de woorden zich als ‘chromosomen’ samen tot een vorm die haar als geschikt voorkwam als eerste strofe. Alle volgende strofen baseerde zij dan op die eerste strofe. Haar versregels zijn van zeer ongelijke lengte maar kennen wel een duidelijke regelmaat. Rijm wordt op onorthodoxe wijze gebruikt. Ook toont ze zich bijzonder vindingrijk in het bedenken van metaforen.
Moore wordt wel beschouwd als de belangrijkste Amerikaanse dichteres van het modernisme uit de eerste helft van de twintigste eeuw. In 1952 ontving ze de Pulitzerprijs. Ze overleed in 1972, op 84-jarige leeftijd in New York.

### Poëzie
- 1921 Poems
- 1924 Observations
- 1935 Selected Poems
- 1936 The Pangolin and Other Verse
- 1941 What Are Years?
- 1944 Nevertheless
- 1951 Collected Poems
- 1956 Like a Bulwark
- 1959 O to Be a Dragon
- 1964 The Arctic Fox
- 1966 Tell Me, Tell Me
- 1967 The Complete Poems of Marianne Moore

### Proza
- 1955 Predilections
- 1961 A Marianne Moore Reader
- 1987 The Complete Prose of Marianne Moore